# 六四事件中的湖南省
1989年春夏之交，中华人民共和国爆发全国性抗议运动，史称六四事件或八九民运，中国官方称1989年春夏之交的政治风波。期间湖南省各地也有抗议、游行、罢课、集会及其他政治表达行为。这些活动多由学生、工人主导，也包含市民等群体发起，与全国范围内的抗议相呼应。当中以省会长沙的示威人数规模最大，湘潭、郴州、邵阳、益阳、衡阳、桂阳、娄底、岳阳、资兴、凤凰等县市均有示威者在不同时期响应。
4月22日长沙爆发的骚乱，造成示威者冲入湖南省政府机关，使中国当局印象深刻，一定程度上催生了四二六社论的产生。在北京六四清场之后，湖南各地的示威仍然持续了一段时间，部分参与者转入地下，继续成立支持民主运动的组织，或继续在街头张贴“反革命标语”。在湖南当局的公安和司法机关进行相应处置后，很多参与者因为“反革命”罪被监禁，或遭到所在党组织的处分和开除。湖南是全国各省因八九民运被捕人数最多的省份之一。根据官方数据，截止1989年6月30日，湖南“拘捕各类打砸抢动乱分子506人。还对1327名有轻微打砸抢行为的人，给予治安行政处罚”。而北京“累计抓获“反革命暴徒”和动乱分子达到1103名”。
部分曾参与八九民运的湖南人士，在1989年之前已经参与民主运动。也有人士因为出狱后继续参与被当局认为违法的民主运动，被继续多次关押。由于当时国际媒体关注的焦点都在北京的抗议群众，部分学者认为湖南的示威活动被长期主流忽视。

## 長沙
胡耀邦死后，长沙多所高校学生发起悼念活动，逐步演变为声援北京学运、要求政治改革的大规模抗议。4月18日至22日，学生上街游行，市民加入。4月22日长沙爆发骚乱，部分商铺遭砸抢，湖南省政府被冲击。公安逮捕多名涉事者，并一定程度上催生了四二六社论。4月25日起，学生罢课、绝食声援北京，要求释放被捕者、反对“动乱定性”。5月初，湖南高校成立“高自联”，并与新成立的“工自联”合作。5月4日，学生举行五四大游行，规模空前，提出民主、反腐等诉求。5月12日，学生与湖南政府首次对话无果，绝食升级。北京宣布戒严后，长沙抗议激化，示威者成立统筹示威的组织“联委”，游行者达10万人。至5月21日，示威达到高峰。北京清场后，长沙示威愤怒反应，封锁交通要道，卧轨拦车，造成铁路、公路严重瘫痪。6月5日逾两万学生上街游行，并设立灵堂悼念死者。6月8日举行万人追悼会。6月9日最后一次游行后抗议逐步平息。

## 其他縣市

### 4月
胡耀邦死后，4月16日晚，湘潭大學出現24張標語、輓聯，包括一条「悼念胡總書記,討伐封建專制主義,弘揚民主科學精神」的标语。4月17日晚10时，湘潭大学燒報紙等物品，千余人聚集，唱着《国际歌》手挽手走出校门，呼喊「打倒封建專制主義」等口號，至次日凌晨2时，约300名学生游行抵达湘潭市委、市政府。该市政府派人勸說并用汽車送學生回校。18日，湘潭大學校園继续出現一些大小字報（至下午已有36份），除悼念胡耀邦外也有個別政治性言論。
4月22日晚，郴州师专学生以学校提前5分钟熄灯为由，拌瓶子、砸凳子（影射邓小平)，有的呼喊“胡耀邦万岁!”，有的点燃浇上松节油的拖把从四楼往下扔。24日晚至25日晚，郴州学生继续砸瓶子、打玻璃，乃至扬言要砸店子，上访游行，“响应北京的罢课周”。
四二六社論發佈後，邵阳发生了第一批示威活动。益陽街頭亦陸續出現支持學生運動的標語和傳單，示威者高喊「打倒官倒，新聞自由」、「打倒鄧小平」等口号，并有人计划筹办“無需黨審查的新聞和評論”的“益陽民報”。

### 5月
5月，浏阳市的青年鲁德成、喻东岳和余志坚从湘潭出发前往北京，并最终在北京制造了著名的毛像污损案。5月4日,娄底师专学生上百人上街游行,沿途张贴标语,呼喊“打倒官倒”“反对腐败”等口号,发表演说。當天，湘潭、衡陽亦發生小規模的学生遊行，響應同日全国的五四大游行。
5月16、17兩日，湘潭大學等校近千名學生連續兩天上街示威遊行。5月17-20日，常德市大、中专学生连续数日上街游行,声援北京绝食请愿学生。当局指常德城区游行人数最多时达15,000人。其中5月17日，常德師專就有近千名學生上街。
5月18、19日多地多所学校师生上街游行。郴州师专、郴州师范、电大郴州分校、郴州卫校、地区商校、地区进修学校等几所大中专学校7000余人打着100多条横幅和上千面小旗，呼喊“要民主、要自由”上街游行。“吟行诗社”等三个自发社团人员也打着横幅加入游行队伍中。沿途呼喊“改组政府，修改宪法”、“打倒独裁”、“反对专制”、“声援北京学生”等更有反政府色彩的口号。5月18日，岳陽大中專院校師生與各界人士上街遊行。同日，衡陽、益陽、湘潭、懷化、零陵、婁底、常德均有部份高校師生與工人、市民上街遊行。
5月19日，邵阳有高校學生游行，示威者和围观者10000多名来到城市广场。示威者與武警發生衝突,共有三輛汽車被砸毀，兩輛被燒毀。有人试图通过破坏窗户和前门闯入邵陽市政府大楼。大约有45人被捕，其中12人被立即释放。當局指参与破坏的人都不是学生。工运人士李旺阳等亦在運動期间组织了“邵阳市工人自治联合会”（邵阳工自联），组织罢工示威支持运动（李因后来六四事件23周年不久在邵阳去世而著名）。益阳市則有学生组织五千多人的遊行隊伍，并到中共益陽市委与市政府請願。在场有人为学生捐款。
5月18日，株洲上万学生市民上街游行。5月19日,娄底师专师生组织“学生自治联合会”和“敢死队”,串联娄底全市20余所大中学校师生和单位共13000余人,举着“打倒官倒、反对腐败”等内容的横幅上街游行,并组织600余名学生去长沙、北京声援学潮。5月中旬-6月上旬，岳阳市区学生、群众上街游行。亦有人向冷水滩市税务局写信，要求干部组织队伍进行声援活动。
5月18日,洪江县的湘西仪器仪表总厂子弟中的学生上街游行。下旬,洪江一中党政领导发现学生准备串联游行,采取措施劝阻。一些外来大学生到洪江进行串联鼓动。5月19日下午，邵阳市人民广场集结了上万名游行学生和围观群众，官方指“一些不法之徒伺机冲击市委。砸烂了市委机关大门和办公楼门窗，到晚上11时，共掀翻7辆汽车，烧毁3辆汽车和1辆摩托车”，“没有大，中专学校学生”。但有湖南民运人士指至少有一名中学生遭到逮捕，该人名叫刘新，年仅15岁，因为向焚烧汽车的人(据称是他姐夫)提供火柴而遭判刑15年。
5月20日，北京宣布戒严之后，各地的示威者继续增多。湘潭、衡阳、岳阳相继发生示威，部分人冲击政府机关和公安派出所，与警察发生严重冲突的事件，公安局指有“公安干警遭殴打”。 
为“推动运动的有序发展，防止暴力行为的发生”，长沙以外各地区的大专院校，衡阳师院，湖南大学衡阳分校、湘潭大学、岳阳师院、郴州轻工专业学校等和工人代表团纷纷派代表到长沙与“联委”开会协商。5月20日，衡阳学生市民举行大规模游行，抗议北京戒严令，与警察发生冲突，也有人被秘密逮捕。官方报告声称约有一百名警察受伤，有民运人士认为据此推测民众受伤人数应为更多。5月20日晨，湘潭第二中学教师周志荣携带电喇叭到湘潭市政府门前进行演讲反对北京戒严，并指“现在我就是希望将邓小平、李鹏这些西太后、袁世凯赶下台”，并高呼“打倒袁世凯！打倒西太后！打倒邓小平！打倒李鹏！”的口号，并在当日被湘潭市公安局收容审查。解除收容后，周志荣继续多次到湘潭二中的职工夜校班和普通班对学生中演讲，又在晚上站在湘潭政府门前的汽车上演讲，攻击邓小平下令军队开进北京，搞垂帘听政。 
湘潭、岳阳、邵阳、衡阳、株州、娄底、郴州等县市虽然高等院校不多，但期间亦先后成立了高自联与工自联组织。其中益陽高校學生自治聯合會主席為苻兆欽，衡陽除了有高校學生自治聯合會外，亦有人成立“衡陽工人自治聯合會”，領導人之一為朱英鳴。
5月20日上午，郴州师专发现有人用报纸写的5条标语:“打倒邓小平”、“让李鹏滚蛋”、“到东风广场绝食去”，22日该校有5个班罢课。在益阳，抗議北京戒严的學生和市民將一輛公共汽車停在益陽資江大橋的中央截斷了往來雙向交通，「319」國道因此无法通行。示威者在公車上唱「團結就是力量」等歌曲，在场有数百武警头戴钢盔戒备。
5月22日，湘潭示威者跟警察发生严重冲突。示威者指起因为该市平正路公安局“不分青红皂白乱捕示威者”。当地居民知道后，向警察派出所进发，集中在大门前，喊口号要求放人。警察派出所所长和一些干部辱骂群众，有人因此冲入警察派出所破坏，临走前放火焚烧，警察增援到现场，当场抓了十余人。《湖南日报》6月16日报导,23名示威者在北京六四清场后，因这一事件被捕。5月23-28日,娄底师专组织市内9所学校学生数百名到娄底地委、行署门前轮流静座,持续5昼夜，要求地委、行署领导支持学生的行动。
5月24日，公安局称衡阳市区两辆小车被人推翻、砸烂，一些水果摊点被抢。湘潭市四辆过路汽车被推翻；岳阳市南区公安分局一辆三轮摩托车被人推翻烧毁。三市公安机关均抓获“一些打砸抢烧犯罪分子”。26日，湘潭大学等院校的550多名学生企图强行登车到北京，经劝说后只有四十多名学生进京。

### 6月
六四镇压后，6月4日，郴州师专校园里发现“高举已久的屠刀终于落下”、“绞死李鹏”、“绞死邓小平”的大字报。当晚10时至12时，郴州师专约400人举着“打倒官僚、打倒官倒”的横幅，呼喊“打倒李鹏”、“打倒邓小平”、“血债要用血来还”等口号上街游行，围观群众达5000余人。游行队伍所到之处，都有人放鞭炮，还有10多台出租车主动为游行队伍鸣锣开道。娄底学生自治联合会组织上千余名学生,在师专操坪、清泉广场、娄底大桥、涟钢大桥等地集会,散布攻击中国共产党、政府及中央领导人的言论，所到之处,群众尾随围观,多时近3万人。有人殴打5名公安,砸翻执勤摩托车一辆。從6月4日至8日，由於示威者設置路障等緣故，湘潭、岳陽、衡陽等地的公路都出現了交通癱瘓。
6月4日晚和5日上午，邵阳示威者在邵阳师专召开追悼会，也有人在邵阳市人民广场集会发表演说。有队伍举着“向为爱国捐躯的英烈们致哀”的横幅游行，呼喊“反对血腥镇压”、“消灭法西斯”、“向死难烈士致哀”的口号游行。工运人士李旺阳在人民广场交通指挥牌上张贴了“为对付反动当局的血腥镇压，号召全体工人立即举行罢工，立即控制市区主要交通”的大字报。邵阳师专教育科教师莫莉花（此前曾带部分学生到北京参与示威）认为北京清场是“法西斯政府对人民的血腥镇压”，并要求“修一座更加高大、更加壮丽的民主女神”。6月6日晚，莫莉花等人又在邵阳师专广播室利用广播设备向全校师生职工进行演说，并举行追悼会。李旺阳书写了悼词并指派工自联成员在集会宣读，又动用一辆公共汽车，指派人到邵阳市造纸厂、糖厂、金笔厂、肉联厂等单位进行宣传，鼓动工人罢工。
6月5日，湘潭爆发示威游行。中学教师周志荣头戴写有“哀”字的白纸帽，胸前披“为我死难同胞”，背上背着“悲痛寒心”的白纸挽联，坐到湘潭政府大门水泥墩上，并对人群说“北京派了大批部队，动用了坦克、军车镇压市民和学生，杀了几千人，几岁的小孩和几十岁的老头都被打死了”，“邓小平血腥屠杀的刽子手，对人民犯下了滔天罪行”，“邓小平、杨尚昆、李鹏已对中国人民犯下了滔天罪行，人民不杀掉他们决不罢休”，“拿起武器，为国捐躯”，并带头呼喊口号，继而又散发了传单。
6月5日上午11时，衡阳医学院、工学院等2000多名学生砸烂衡阳车站候车室的门进入站台，在一至五道设置枕木，使广州至北京的列车受阻，始发的列车被迫停车，一些学生还将一个大花圈放置在机车头上。6月5日上午，郴州师专1500多名学生，头扎白布条，胸戴白纸花，打着“绞死李鹏、邓小平、杨尚昆”的小三角旗和漫画上街游行。下午3时郴州师范、工业学校、郴县农校400余人汇集一起上街游行。同日桂阳县二中30名青年教师戴上黑纱准备上街游行。官方指郴州市区6月5-7日连续三晚“发生严重打、砸、抢事件”，“公安处防暴机动队……三晚共现场抓获闹事为首分子27人。8日以后郴州市区又恢复往日的平静”。同日，洪江县二中教师和学生上街游行,声援北京,悼念死者。
6月6日，株洲的中南林學院、株州工學院的學生上街遊行。岳阳、衡阳、郴州等地学生在火车站卧轨拦车，引起上千名群众围观，致使京广铁路中断运行10多个小时，湖南段100多列列车被阻，滞留旅客5万多人。郴州市政府派人到火车站进行沟通，19时左右，郴州师范、郴州师专、郴州财税学校共50多名学生离去。
6月7日凌晨，常德师专、高专数百名学生冲上玩水大桥游行静坐,中断交通达8小时,堵塞车辆2,280多辆次。6月7日晚，岳阳示威者们搬铁轨横路拦阻火车通行，亦有人在旁呐喊助阵，或放鞭炮助兴。也有示威者冲击岳阳市政府，捣毁市政府大门和牌子。还有人成立“岳阳市工学联盟会”。岳阳公安经过两天两夜侦破，将参与者全部抓获，并在6月10日，组织60辆汽车，100多名公安武装押解游行。官方指岳阳市“少数坏人制造砸抢烧事件、卧轨阻断京广线岳阳段，聚众冲击市政府”。
6月8日，娄底学生自治联合会再次组织大规模游行。“敢死队”身带匕首、铁棒等，在娄底大桥、涟钢大桥和市内主要交通路口,搬栏杆、设路障,堵塞交通达13小时,并于当天中午进入涟源钢铁厂,将连接生活区和生产区的四座桥堵住,企图迫使涟钢工人停工停产,鼓动工人罢工。经地、市党政领导和公安干警前往谈判,至9日凌晨撤离。
6月8日，益陽公安抓獲民運分子傅兆欽，指其“冒充湖南高自聯負責人煽動鬧事”。下午，岳阳市工学联盟会等人策划游行，买来白布、毛笔、墨汁，由王昭波写了“沉痛悼念民主烈士”落款工学联盟的横幅，并到岳阳师专鼓动学生来市区联合游行。在当晚他们开始游行，并带头呼喊口号。此后他们再次开会总结，并表示“我们要扩大影响，就要把声势搞大些”，要求购入更多的宣传工具，并收听美国之音以总结作为宣传。
6月9日，邵陽公安逮捕邵陽市工自聯帶頭者李旺陽。當局指其“四處串聯、造謠”。湘潭大学继续有学生到湘潭电机厂、电缆厂门前静坐，鼓动工人罢工。有示威者被湘潭机电厂公安处警察打伤。湘潭电机厂工人陈钢带著20多名示威者直接赶赴公安处要求说法，由于其在公安处没有找到打人者，又直接到公安主管方伏秋家中要人。愤怒的民众在方伏秋家造成破坏，当局指责其进行了“打、砸、抢、烧”。随后多名示威者，如陈钢、彭实及长沙铁道学院学生陈定（陈钢之弟）等人被以流氓罪判刑。
6月9日，岳陽當局抓獲部絨橋、胡敏等9人。怀化师专6名大学生到洪江散发传单,张贴大字报和进行演讲。6月10日，1000多移民聚集在资兴市老市区抗议，有人扬言要炸掉东江水库大坝，官方指其进行“打、砸、抢活动，造成直接经济损失40余万元……党政和公安机关抓获打、砸、抢分子44名”。上旬,洪江市公安局制止了外来大学生到洪江的串联活动。祁阳师范学生的游行队伍亦有上街游行，并有浯溪镇属城区中小学的师生参加游行，冲击小学田径邀请赛运动会会场。事后,参加游行的中小学生受到批评教育,老师受到检讨、调离原学校,学校领导受到撤职处分。

## 后续
6月10日，邵陽市政府發出通告，宣佈邵陽市工自聯爲“非法組織”，責令自動解散。此後李旺阳等人因为组织当地的悼念活动，被判进入当地龙溪监狱服刑，李亦因“态度顽固”而被殴打和施加酷刑。6月11日，衡陽市政府發出通告,取締該市「高校學生自治會」和「工人自治聯合會」。
6月11日，中美合作的雅礼协会突然通知人员撤离，美国访问人员亦被长沙市民告知“[离开后]一定要告诉世界长沙发生了什么……如果不这样做的话，世界可能永远不会知道这里曾发生的事情”。当时正在长沙亲历事件的美国学者吴玉婷（Andrea Worden）也在离开之后，向外界披露长沙的示威情况，并称“如果我或其他当时在长沙的其他外国人选择闭口不谈，那么1989年长沙发生的事情可能会被遗忘，或被中共完全抹去……我有责任告诉全世界长沙发生的事情，以抵抗中共无情的让人们‘强制失忆’的努力”，吴亦认为虽然运动期间很多人通过摄影、摄像和录音记录了很多长沙的抗议活动，但“保留这些资料十分危险，想必大多已经被销毁”。
當局事後公佈，指在六月四日以後,由於示威者阻塞交通,致使湖南省境的鷹廣線、 湘黔線鐵路中斷,長沙、湘潭、岳陽、衡陽等地的公路交通癱瘓。同時學運期間,長沙等城市連續發生公路交通堵塞,火車受阻等嚴重事況,造成不少工程任人用才告急,農村化肥農業和防汛救災物資告急,城市居民生活物資的供應運輸告急等情事。
長沙當局指迄6月11日，長沙公安機關已收捕31名“製造事端,搞打砸搶”的人士。6月12日，娄底学生自治联合会发表书面声明解散“学自联”并停止一切活动。長沙市政府發出關於取締「湖南高校自治聯合會」、「長沙市工人自治聯合會」的通告。6月13日，長沙公安逮捕北京高校自治聯合會糾察隊分隊長武雲、徐岳二人。長沙電台报道岳陽公安抓獲34名擾亂交通的人士。
6月15日，湖南日報报道从五月中旬的一個多月以來，益陽地區抓獲“趁學生遊行、靜坐之機,煽動鬧事,堵塞交通”的示威者120多人。湖南電台亦透露湘潭市公安近兩個月已抓獲149人。6月16日,湘鄉市公安抓獲一名北京「高自聯」骨幹分子。至6月16日爲止，長沙公安共拘捕了6名長沙「工自聯」主要领导者，另有四名骨幹分子向公安機關登記。
6月17日,邵陽市召開公捕大會,分別以“放火罪”、“流氓罪”和“反革命煽動罪”宣佈逮捕吳鶴鵬、朱正英、劉繼業等九人。娄底市政府按上级指示对“学潮”以公安机关为主进行清查，明令取缔娄底学生自治联合会及“敢死队”，娄底行署秘书长发表电视讲话。事后经5个多月，娄底地区“相继取缔5个非法组织,查清10起事件”共查出“策划制造娄底动乱”骨干18人,其中逮捕3人（判处有期徒刑和免于起诉各1人）,收审5人,行政处分11人。6月18日，湘潭公安召開公捕大會，透露衝擊平政路公安派出所的「五二二」事件已有23人被逮捕，并宣稱逮捕了17名衝擊公安機關,報復公安的民运支持者。
6月19日，继续由民运人士与刚被释放几天的原“联委”周敏商量延续示威活动，部分人士继续在长沙烈士公园等地秘密集会，先後有三十多人参加，制订纪律和宣言，决心“继承八九民运精神，为六四血案申冤”。活动不久被当局侦察跟踪，主要负责人均遭到抄家和逮捕。其中周敏、张捷、刘伟、谭明奇、陈帅、李杰共六人以“反革命集团罪”被分别判刑。6月20日，慈利縣召開公捕大會,稱六月份以來该縣連續發生三起“动乱”案件,公安機關已逮捕27人。
6月22日，湖南省高級人民法院召開新聞發佈會，公佈陳躍文、黃紅旺、莫多華、楊萬喜、張鳳友、楊萬庭、敖杰、曹文斌、易飛、張星、彭萬鈞、胡宏偉、周強等死刑審判結果,並已分別於當日上午在長沙、株洲、零陵、懷化等地執行槍決。同時長沙中級人民法院和東區、南區、西區、北區法院分別召開宣判大會，對長沙四二二騷亂中的27名被告,一審判處李衛紅死刑,緩期兩年執行;夏長春等26人爲有期徒刑。
6月23日，《湖南日報》透露被山西公安通緝在逃的北京「外高聯」领导者熊剛已被漢壽縣公安機關逮捕。至27日止,已有湖南高自聯23名帶頭者和主要骨幹到所在地公安機關登記，其主要頭目领袖范中、幕後策劃者彭玉璋已於6月27日被公安機關收審。
7月初起，湖南各地展开了大规模审判示威参与者的行动，大部分为工人或普通市民。民运人士认为这是“拿社会地位最低的工人与市民开刀”,并且存在学生与非学生的差别对待。如在213名被关押的“动乱分子”中，工人79名，平均刑期6年(不包括被判无期及死缓的11人和未判的7人)。而19名被判刑的学生平均刑期是2.2年(不包括16位未判的学生)。湖南“高自联”鲜少有人遭到判刑，而各地“工自联”几乎所有的人都被判刑而且多数为重刑。官方数据指，湖南全省破獲三起“反革命集團案”，共“取締各種非法組織”14個；31名“非法組織成員到公安機關登記或自首”；拘捕“各類打砸搶動亂分子”516人。1327名“有輕微打砸搶行為的人”得到治安行政處罰。
7月31日,株洲公安局在南方動力機械公司召開公捕大會,逮捕民運分子江連生，指其“製造謠言”進行反共宣傳煽動。8月5日，湖南日報报道常德市抓獲參與“动乱”、逃亡过程中又參與打死兩名乘警的北京「外工自聯」常委朱勇，零陵地區则抓獲印製和散發反共傳單、鼓动學生的新田縣農業技術學校校長顏家志，長沙市抓獲被通緝的民運組織「中國民主黨」帶頭者鍾亮。
据官方1990年《长沙年鉴》记述：“8月中旬，按照中共中央三号文件、湖南省委十号文件和长沙市委二十七号文件精神，长沙市委成立了调查清洗领导小组。市政法委员会带头成立了调查清洗办公室，配备六十八名干部，成立专门全职小组，进行这项工作”。全省其它城市也都成立了类似的专案组，花费了庞大的人力物力去进行“秋后算帐”，并以“报捕快，批捕快，判决快”的司法政策处理，因此被民运人士质疑在证据方面或是司法程序方面都没有严格依法办事。8月16日，新華社报道“平息北京反革命暴亂英模事跡報告團”六個分團分赴包括长沙在内的各地開展宣講工作。
8月24日，益阳城内继续有五个中学生张贴反对中共镇压，乃至攻击领导人的标语，包括「打倒鄧小平」、「打倒李鵬」、「鎮壓學生罪該萬死」、「愛國學生萬歲」等。湖南省政府非常重视，并成立100多人的「824」專案組，限期破案，认为是「反革命標語」大案。專案組將標語的照片發放到全市的每一個居委會和單位希望以筆跡查人，又在張貼標語的三公里範圍內規定，十六歲以上人人須去居委會寫毛筆字核對筆跡。由於參與者當時只有12歲，直到1994年相关参与者龔與劍等人才因為年滿16歲而被通過筆跡抓獲，期間數年他們仍然在市內張貼了很多標語。參與者被捕后送勞動教養，当局指其“書寫數張針對黨和國家領導人，以及反對社會主義制度的反動標語，分別張貼在益陽市城內地段的電桿和牆上”。龚等人亦在狱中受到虐待。
岳阳市常委副市长殷正高在1988年底遭省纪委主任停职接受审查，罪名是“破坏党的团结”。由于殷正高在位期间得到市民支持，曾引发当时岳阳大学生与市民的示威抗议，呼喊“还我殷清天”的口号。在湖南1989年示威中，部份湖南省“高自联”的成员曾为殷正高“讨还公道”的活动。六四清场后，中共中央对殷正高实行“三开”（即开除党籍、开除干部队伍,开除公职）。
10月，岳阳市继续“对在政治动乱中的犯罪案件进行清查，清查一批重点事件、重点单位和重点对象，对非法组织的头头和骨干分子，对在动乱中的幕后策划、组织和指挥者。对阻断铁路、公路和城市交通、冲击市政府机关、砸烂机关牌子等重大事件，依法进行打击处理”。1990年根据中共中央部署,中共湖南省委决定在省直机关以及长沙、衡阳、株洲、湘潭、邵阳、岳阳 6 市部分单位进行党员重新登记工作，“对党员队伍进行一次清理和整顿”，“有的党员传播或制造政治谣言,有的参加非法组织,有的煽动和支持动乱,有的在幕后策划指挥,有的公开声明退党,有的提出辞去党内职务, 有的向境外国外反对势力提供情报,有的为动乱分子和非法组织提供资助,有的带头游行声援,有的参与堵塞交通和拦截火车,有的在较长时间里抵触甚至公开反对中央平息暴乱的决策”。
六四事件后的数个月，湖南某機電安裝公司仍出現五條支持民运的標語，诸如：「血腥屠殺慘無人道」、「善良的中國人民不需要君主和暴力」、「反對獨裁、要求民主」、「中國政府指使中國軍隊鎮壓中國人民可恥」、「三千多人的絕食，換來了無辜鮮血的白流，誰之錯？」等。
工自联常委潘明栋因为印制大量倡议大学生以剃光头来表达对当局的抗议的传单，在全市广泛张贴和散发，被送劳教两年。高自联常委唐柏桥事后逃亡广州，被当局追缉，被以“反革命宣传煽动罪”判刑三年。一名益阳市政府干部在學生包圍市委市政府的期间，带领学生到政府的內部文印室，给学生送紙張、油墨和手搖式油印機，因此被送入「學習班」与「留黨查看」，并得到「躲藏在益陽市委的鮑彤」的外號。
湖南大学教授彭玉璋带领三十多位教师声援学生，与学生们一道绝食三天，后们被学生推举为“联委”名誉会长。後来被劳教四年。活动人士张京生在街头发表演讲，散发大量传单，被判刑十三年（张在民主墙时代中曾因为在湖南办有《理想与通讯》、“共和报”民刊被以反革命宣传煽动罪判刑四年，被当局认为“犯有前科”）。岳阳市工学联盟会的胡敏、郭云乔、毛岳君、樊立新、潘秋保、万岳望、王昭波、樊凡等人因为造成京广铁路线中断以及捣毁市政府牌子、成立组织、组织游行等行为，被以流氓罪判处三年到无期徒刑不等。
黑熊养殖场场主、社会活动家张善光（怀化溆浦人、娄底工自联负责人）运动期间连续不断地向中共中央政府局常委，中央电视台和北京高联联拍发电报，表达其抗议的态度，又拟写“繁荣昌盛的中国所必须走的道路”的提纲，提出要改组人大和法院不能有共产党员的主张。六四清场后，他发电报宣称“不再承认中共中央、国务院是人民的政府”，又根据各个外台的报道写出“血的真象”一文，印刷数百份在溆浦县城沿街散发，後被当局判刑七年。长沙“五色盘”餐厅的老板示威期间长期地免费给学生提供饭食，个人耗资约二万元。后被当局拘留，餐厅遭到查封。邵东县的莫莉花，邵阳师专中文系教师，因为在学生举办的「追悼六四死难者」的追悼会上发表谴责李鹏政府的演说，被以「反革命宣传煽动」的罪名判处有期徒刑三年，附加剥夺政治权利一年。
积极投身运动的长沙电力学院学生张帆、刘曙光等人事后被校当局追查审问以“严重警告”、“记大过”的处罚，但继续组织开展以校园为基地的民主活动。刘在长沙南区人大换届选举期间撰写了《团结就是力量》及《告全国同胞书》等文章，攻击中国的选举制度，并散发书写声称“共产主义已经穷途末路”、“北京、上海、广东、湖南等地的工人已经秘密组织起来。学生、知识分子、干部乃至军人也纷纷建立秘密团体”、“同胞们，积极行动起来，把中国的齐奥塞斯库押上人民的审判台”、“将在中国推动一场更浩大、更成功的民主运动”的传单。刘又在罗马尼亚革命之后，书写“打倒齐奥塞斯库及其独裁者”、“齐奥塞斯库的下场就是独裁者的下场”等标语十余条张贴在学校。此后其被隔离审查。次年4月25日警察进入学校将多名学生拘捕，并审讯了另十几名学生。刘曙光、张帆两人被当局判处有期徒刑。刘被长沙市中级人民法院以“反革命宣传煽动罪”判刑4年。
凤凰烟厂干部唐平（苗族），在“六四”后与同年入伍的退伍战友，在湘西州凤凰县一起书写反对政府镇压学生运动的传单，散发到凤凰县政府和公检法机关。案发后，被湘西州中级法院以“反革命宣传煽动罪”判刑3年。湘潭市第二中学教师周志荣采用演讲、书写、印刷等方式，反对北京清场，被湘潭市中级人民法院以“反革命宣传煽动罪”判刑7年，当局指其共书写“李壬申，我何罪之有？你恨之何来？”、“告急”、“新时期的共产党宣言”6种1000多份传单。
郴州的李金鴻、陳學金、李鬱民、宝源煤矿蒋复兴、唐洞煤矿柏小毛等人曾参与郴州的示威活动，他们在六月底成立“民主書法沙龍” ,宣傳“自由價值觀念”,悼念六四死者并撰寫標語,四處張貼,引起當局高度緊張。因組織嚴密,他們得以繼續活動了幾個月。受东欧剧变鼓舞，他们正式組建了“民主中國陣綫山地支部” ,組織印發了大量傳單和標語、資料。1990年1月，中国当局指资兴正式破获这起“反革命集团案”，指“缴获反动传单367份和爆炸作案工具”。蔣復興、李金鴻、柏小毛、陳學金、李鬱民共五人被郴州地区中级法院以“反革命集团罪”判刑。柏获刑七年，1995年获释。
湖南大多數因示威而被判刑和勞教的犯人集中關押在省第一監獄,龍溪監獄和湖南開關廠勞教場，包括喻東岳、柏小毛、唐柏橋等近五六十人。其中湖南省第一監獄位於洞庭湖中,是一個名叫赤山的山形小島，以生產起重電機聞名,對外稱湖南電機廠。

## 另見
- 六四事件
- 1989年中華人民共和國抗議地區列表